# Astronaut (musikalbum)
För andra musikalbum med samma namn, se Astronaut (olika betydelser).
Astronaut, är det elfte studioalbumet av gruppen Duran Duran, utgivet 11 oktober 2004. Det var det första albumet sedan 1984 där alla fem originalmedlemmarna från gruppens storhetstid på 1980-talet medverkade. Albumet fick ett blandat kritikermottagande men blev en stor försäljningsframgång. Det nådde 3:e plats på brittiska albumlistan, 17:e plats på amerikanska Billboard 200, 41:a plats på Sverigetopplistan och topp 30-placeringar i ett flertal länder.
Den första singeln (Reach Up for The) Sunrise blev gruppens största hit på många år med en femte plats på brittiska singellistan och 1:a plats på Billboards Hot Dance Club Play-lista. Den andra singeln What Happens Tomorrow gick i februari 2005 in på brittiska singellistans 11:e plats.
Astronaut utgavs både som vanlig CD och i en specialutgåva som även innehåller en DVD med live- och dokumentärinspelningar från Wembley Arena 2004.

## Låtlista
1. (Reach Up for The) Sunrise
2. Want You More
3. What Happens Tomorrow
4. Astronaut
5. Bedroom Toys
6. Nice
7. Taste The Summer
8. Finest Hour
9. Chains
10. One Of Those Days
11. Point Of No Return
12. Still Breathing

## Medverkande
Duran Duran
- Simon Le Bon: Sång
- Nick Rhodes: Keyboards
- John Taylor: Bas, bakgrundssång
- Andy Taylor: Gitarr, bakgrundssång
- Roger Taylor: Trummor

Övriga
- Sally Boyden: Bakgrundssång
- Tessa Niles: Bakgrundssång